# Pākchīn
Pākchīn (persiska: پاکچين, Pākchīn-e ‘Olyā) är en ort i Iran.   Den ligger i provinsen Östazarbaijan, i den nordvästra delen av landet, 500 km nordväst om huvudstaden Teheran. Pākchīn ligger 1 540 meter över havet och antalet invånare är 265.
Terrängen runt Pākchīn är kuperad åt nordväst, men åt sydost är den platt.Runt Pākchīn är det ganska glesbefolkat, med 47 invånare per kvadratkilometer. Närmaste större samhälle är Tabriz, 13,7 km sydväst om Pākchīn. Trakten runt Pākchīn består i huvudsak av gräsmarker.